# RAD6000
Il RAD6000 è un processore RISC sviluppato per ambienti soggetti ad elevate radiazioni basato sul processore RISC Single Chip di IBM. Il processore è prodotto da BAE Systems ed è stato utilizzato da molte sonde progettate dalla NASA. Il set di istruzioni è molto simile a quello dei primi processori PowerPC.
Il processore deriva da un POWER da 1,1 milioni di transistor e inizialmente venne sviluppato dall'IBM Loral Federal System (ora parte di BAE Systems) per la Air Force Research Labs. Il processore è stato utilizzato da 77 sonde e satelliti artificiali, tra i quali si segnalano:
- Dai rover Spirit e Opportunity inviati su Marte
- Dal Mars Pathfinder
- Dal Deep Space 1
- Dal Mars Polar Lander
- Dal Mars Odyssey
- Dal telescopio spaziale Spitzer
- Dalla sonda MESSENGER
- Da STEREO [1] (Solar TErrestrial RElations Observatory)
- Da IMAGE/Explorer 78 MIDEX
- Dalle missioni Genesis e Stardust

La frequenza massima del processore è di 33 MHz e il processore sviluppa circa 35 MIPS. In aggiunta il processore ha 128 MB di RAM con correzione d'errore integrata. Usualmente questi sistemi utilizzano un sistema operativo real-time tipo VxWorks. La scheda collegata al processore normalmente può utilizzare frequenze di 2.5, 5, 10 o 20 MHz commutabili a comando.
Il costo di una scheda oscilla tra i 200.000 e i 300.000 dollari statunitensi e le schede sono state messe in vendita dal 1996.
Il RAD6000 è stato sostituito dal RAD750 basato su un PowerPC750 di Motorola/Freescale.